# Senat (Rumunia)
Senat (rum. Senatul) – izba wyższa parlamentu Rumunii, złożona ze 137 członków wybieranych na czteroletnią kadencję. W wyborach stosuje się tzw. ordynację mieszaną, łączącą elementy systemów większościowego i proporcjonalnego. Czynne prawo wyborcze przysługuje obywatelom rumuńskim w wieku co najmniej 18 lat, posiadającym pełnię praw publicznych. Kandydaci muszą spełniać wyższy cenzus wieku, wynoszący 33 lata. Dodatkowo obowiązuje ich cenzus domicylu na terytorium Rumunii. Prawa do kandydowania pozbawieni są urzędnicy państwowi (z wyjątkiem członków rządu) i samorządowi, sędziowie, żołnierze, policjanci, kadra zarządzająca państwowych przedsiębiorstw oraz osoby zatrudniane przez rządy obcych państw (chyba że zatrudnienie to wynika z aktu aktu prawa międzynarodowego, którego Rumunia jest stroną).
Obecna kadencja Senatu może być jego ostatnią w dotychczasowej formie. W referendum z listopada 2009 roku Rumuni opowiedzieli się za głęboką reformą parlamentu, przewidującą istnienie tylko jednej izby, o liczebności nie wyższej niż 300 osób. Zmiany mogą wejść w życie po następnych wyborach parlamentarnych, których konstytucyjny termin przypada na jesień 2012 roku. Aby tak się stało, wcześniej zmieniona musi zostać konstytucja Rumunii – wyniki referendum nie rozstrzygają o tym w sposób automatyczny, gdyż miało ono charakter tylko konsultacyjny.
W 1939 senatorem został Tytus Czerkawski, prezes Związku Stowarzyszeń Polskich w Rumunii.